# 小野清子
小野清子（1936年2月4日—2021年3月13日）是一名日本政治人物，曾为女子体操运动员。她在1964年东京夏季奥林匹克运动会中，获得体操女子团体铜牌。她于2003年至2004年担任日本國家公安委員會委員長。